# Jardín Botánico Ofuna de la Prefectura de Kanagawa

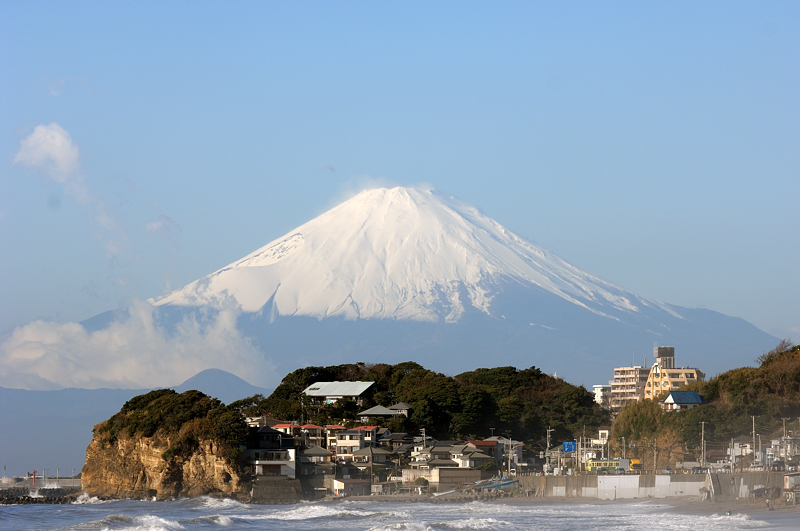
Vista del monte Fuji desde la playa de Schrigihama en Kamakura.

El Jardín Botánico Ofuna de la Prefectura de Kanagawa en japonés: 神奈川県立フラワーセンター 大船植物園 es un jardín botánico de 63,900 m² de extensión, que depende administrativamente de la prefectura de Kanagawa y se encuentra en la ciudad de Kamakura, Japón. Su código de identificación internacional es OFUNA.

## Localización
Kanagawa Prefectural Ofuna Botanical Garden
Se ubica en el 1018 Okamoto, Kamakura, prefectura de Kanagawa, Japón.
- Teléfono: 0467 (46) 2188

El jardín botánico abre sus puertas diariamente excepto los lunes, hay que pagar una tarifa de entrada.

## Historia
El jardín botánico fue creado en 1961 como el Jardín Botánico Ofuna, Centro Floral de la Prefectura en el lugar que ocupaba la antigua Estación Experimental Nacional de Agricultura de Kanagawa.

## Colecciones
El jardín botánico tiene actualmente unas 5.700 especies, y entre sus colecciones destacan:
- Colección de peonías, entre las que se encuentran Paeonia suffruticosa, Paeoia lactiflora,
- Colección de Iris, Iris kaempferi,
- Colección de Camellias, y Azaleas,
- Selaginella, Selaginella tamariscina.
- Primulas
- Colección de Bonsáis